# Cephalozia loitlesbergeri
Cephalozia loitlesbergeri là một loài rêu trong họ Cephaloziaceae. Loài này được Schiffner mô tả khoa học đầu tiên năm 1912.